# Sophus Nellemann
Sophus Scavenius Nellemann (18. december 1833 i Aarhus – 16. marts 1915 i København) var en dansk højesteretsadvokat og godsejer. Han var bror til Rasmus Nellemann.
Nellemann var søn af justitsråd og ejer af Alling Skovgård Laurits Nellemann (1803-1887) og Anna Lorentze Hyphoff (1805-1869). Broderen Rasmus Schmidt Nellemann døde i 1864 under slaget ved Dybbøl.
Han blev student fra Randers i 1853 og cand.jur. i 1859. I 1869 blev han højesteretsadvokat. Som advokat virkede han blandt andet som eksekutor i boerne efter Grevinde Danner og Prins Hans af Glücksborg.
I perioden 1872-1878 var han medlem af Frederiksberg Kommunalbestyrelse og i årene 1881-1887 af Københavns Borgerrepræsentation. Sophus Nellemann var medlem af repræsentantskabet i Hedeselskabet fra 1895 til 1907, fra 1901 som formand, og anlagde også på sine egne ejendomme Alling Skovgård, Allinggård og Alling Mølle betydelige plantager.
Han ejede Alling Skovgård fra 1887 til sin død i 1915, og Allinggård fra 1890.
Nellemann blev Ridder af Dannebrogordenen 1875, Dannebrogsmand 1886, Kommandør af 2. grad 1900 og af 1. grad 1908.
Han er begravet på Solbjerg Parkkirkegård.